# Ангус Џон Бејтман
Ангус Џон Бејтман (енгл. Angus John Bateman; 1919—1996) је био енглески генетичар најпознатији по својој студији из 1948. године о сексуалној селекцији винских мушица која је успоставила Бејтманов принцип.

## Биографија
Рођен је 1919. године, дипломирао је на Кингс колеџу у Лондону 1940, а касније је и докторирао. Године 1942. је прешао на одељење за генетику на хортикултуралном институту Џон Инес у Мертон Парку. Био је познаник Роналда Фишера и са њим је критички разговарао о рукопису свог рада из 1948. Касније је радио на Патерсон институту у Манчестеру на мутагености. Био је члан Комунистичке партије Велике Британије током владавине Трофима Лисенка, био је анти-лисенковац унутар партије док је писао у одбрану Лисенка за непартијску публику. Преминуо је 1996. године.